# Victoria Park (Hongkong)
Koordinaten: 22° 16′ 54,2″ N, 114° 11′ 20,1″ O

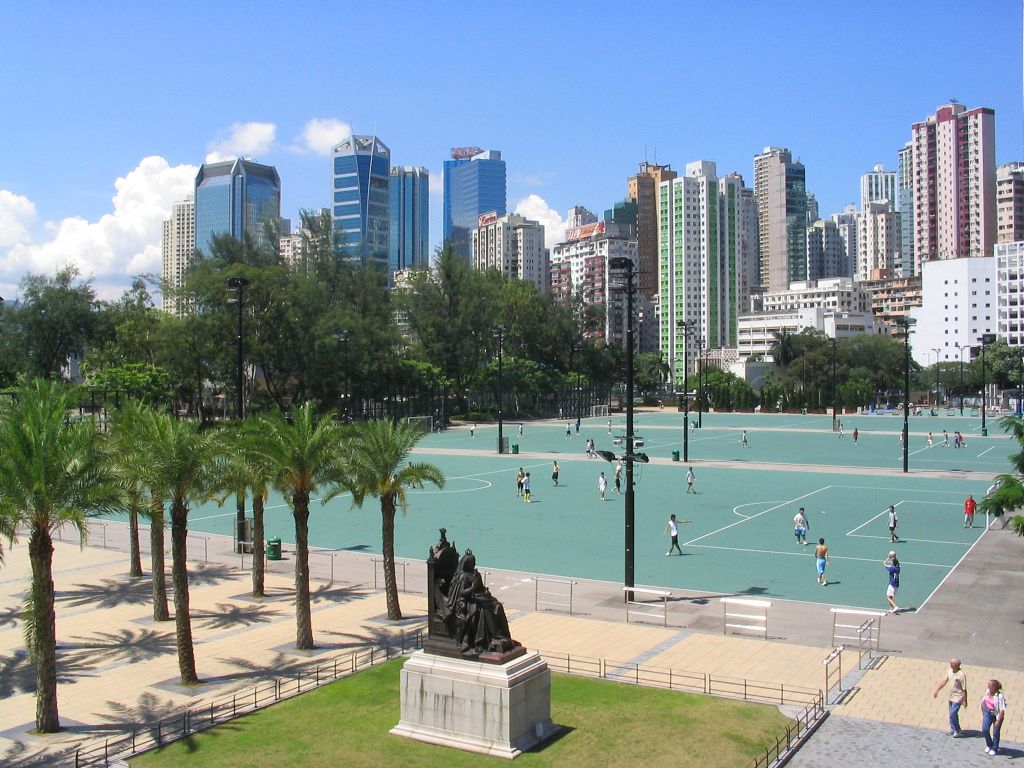
Fußballfelder im Victoria Park; im Vordergrund die Statue von Königin Victoria

Der Victoria Park (chinesisch 維多利亞公園 / 维多利亚公园, Pinyin Wéiduōlìyà Gōngyuán, Jyutping Wai4do1lei6aa3 Gung1jyun2, kurz: 維園 / 维园,  Wéiyuán, Jyutping Wai4jyun2) ist ein Park in Hongkong, der nach Königin Victoria des Vereinigten Königreichs benannt wurde. Er befindet sich in Causeway Bay im Norden der Insel Hongkong, zwischen den MTR-Stationen „Causeway Bay“ und „Tin Hau“. Er ist Teil des Eastern District entlang der Grenze zum Wan Chai District. Im Norden grenzt er an den Victoria Harbour, im Süden an die Hongkonger Zentralbibliothek.

## Geschichte
Ursprünglich war das Gelände des heutigen Victoria Park Teil des Victoria Harbour und an dieser Stelle befand sich ein sogenanntes Typhoon Shelter, in dem Fischerboote und Yachten vor Taifunen Schutz suchen konnten. In den 1950ern wurde das Gebiet durch Landgewinnung dem Meer abgerungen und der Park wurde dort errichtet. Das Typhoon Shelter wurde weiter nach Norden verlegt.
Der Park ist seit langem ein Treffpunkt für ausländische Dienstboten bzw. Bedienstete, typischerweise Frauen, die sich zumeist an Sonntagen, ihrem üblichen freien Tag, dort versammeln. Vorrangig handelt es sich dabei um Frauen aus Indonesien und von den Philippinen.

## Besonderheiten

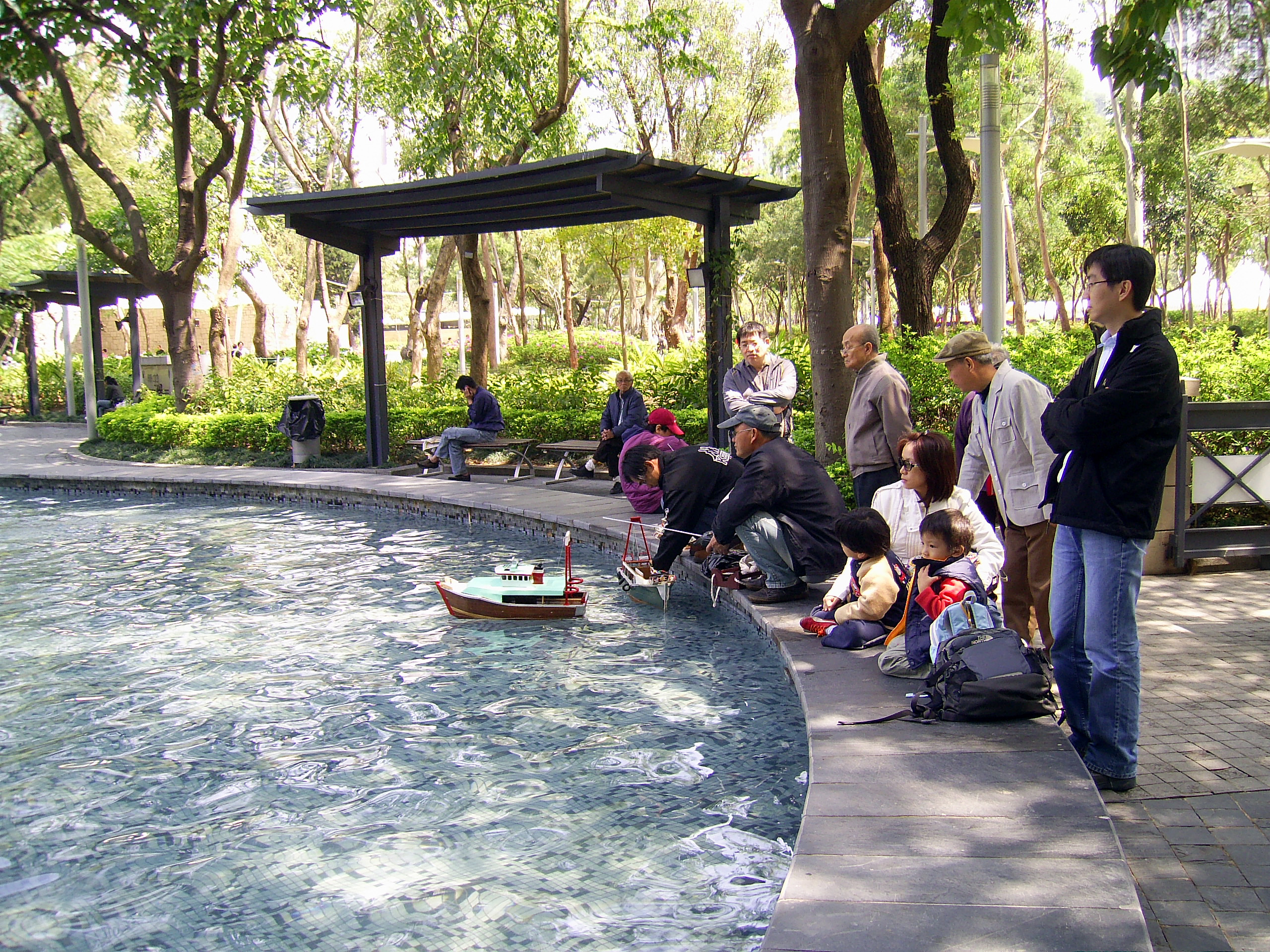
Personen lassen ferngesteuerte Boote auf einem Wasserbecken im Park fahren

Am Haupteingang des Parks an der Causeway Road befindet sich eine Statue von Königin Victoria. Diese Statue wurde in Pimlico, London gefertigt und befand sich ursprünglich am Statue Square in Central. Während der japanischen Besetzung Hongkongs während des Zweiten Weltkriegs wurde sie nach Japan gebracht, um dort zusammen mit anderen Statuen des Platzes eingeschmolzen zu werden. Nach dem Krieg wurden die Statuen zurück nach Hong Kong gebracht und 1952 wurde Königin Victorias Statue restauriert und im Victoria Park aufgestellt.
Der Park bietet Tennisplätze, ein Schwimmbecken, eine Rollschuhbahn und andere Sporteinrichtungen, eine zentrale Rasenfläche und Kinderspielplätze. Zudem gibt es eine Reihe von Wasserbecken, die unter anderem dazu benutzt werden, ferngesteuerte Modellboote darauf fahren zu lassen.
In diesem Park wird mit dem WTA Hongkong ein internationales Tennisturnier ausgetragen.

## Veranstaltungen

### Messen und Ausstellungen
Jährlich vor dem Chinesischen Neujahrsfest findet im Victoria Park der „Neujahrsmarkt“ (年宵市場, englisch Lunar New Year Fair, ugs.: 年宵花市 – „Blumenmarkt zum chinesischen Neujahr“) statt, vergleichbar mit einem Weihnachtsmarkt. Weitere große Veranstaltungen sind die „Hongkong Messe für Label und Produkte“ (香港國際工業出品展銷會, kurz: 工展會, englisch Hong Kong Brands and Products Expo) und die Hongkonger Blumenschau (香港花卉展覽, englisch Hong Kong Flower Show).

### Politische Versammlungen

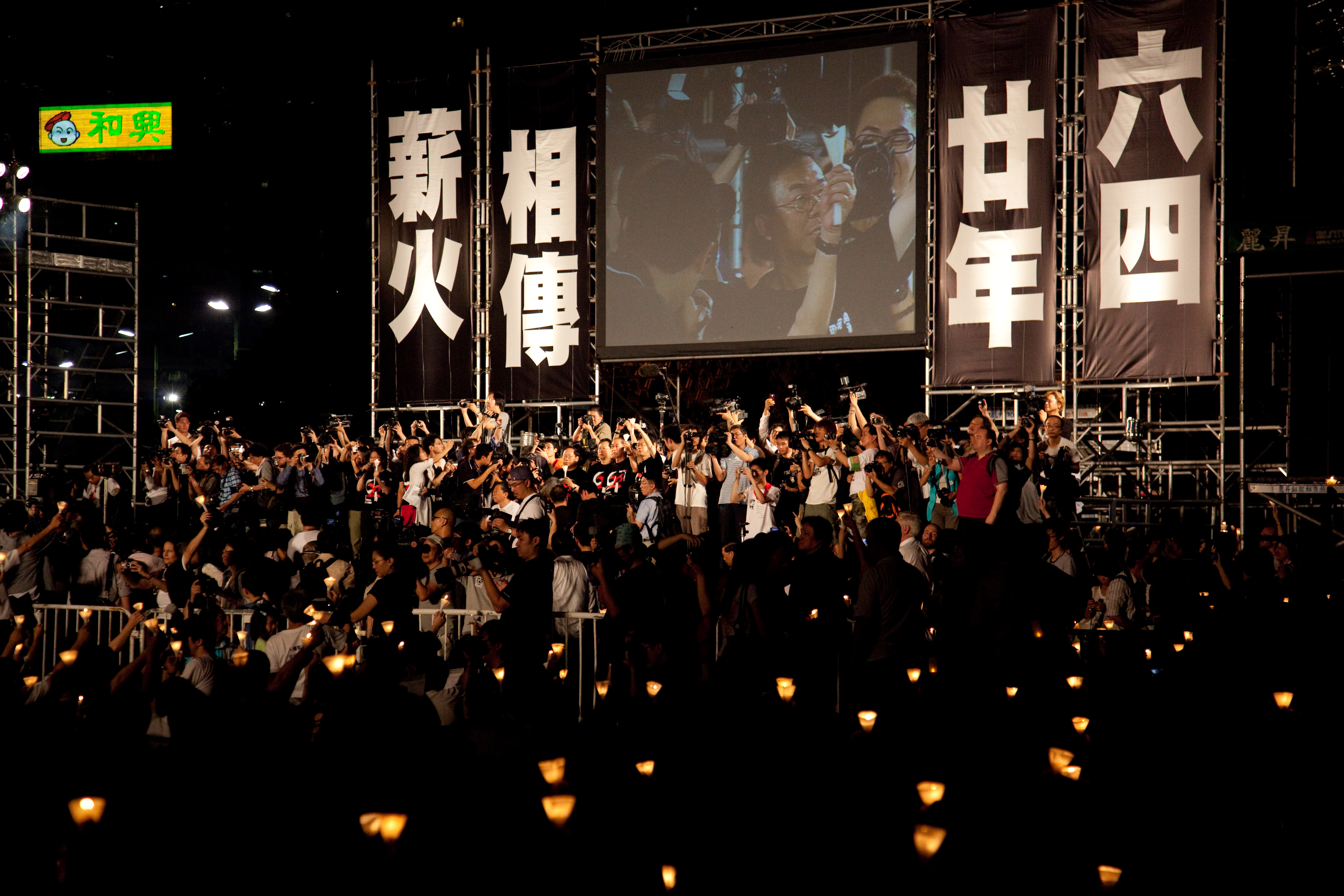
Gedenkfeier am 4. Juni 2009 zum 20. Jahrestag des Massakers auf dem Tian'anmen-Platz

Seit 1990 versammeln sich jedes Jahr am 4. Juni zehntausende Menschen, um dem Massaker auf dem Tian’anmen-Platz aus dem Jahr 1989 zu gedenken. Des Weiteren wird der Park oft als Treff- und Ausgangspunkt für Demonstrationen genutzt.

#### City Forum
Das City Forum (城市論壇,  Chéngshì Lùntán, Jyutping Sing4si5 Leon6taan4) wird veranstaltet und übertragen durch Radio Television Hong Kong und findet immer sonntags im Victoria Park statt. Es bietet Politikern, Akademikern und anderen prominenten Persönlichkeiten eine Bühne, um aktuelle politische und soziale Angelegenheiten zu diskutieren.